# بيتر غيرسون
بيتر غيرسون (بالإنجليزية: Peter Gershon)‏ هو رائد أعمال بريطاني، ولد في 10 يناير 1947.